# Изменчивый кулик-сорока
Изменчивый кулик-сорока (лат. Haematopus unicolor) — вид птиц из семейства кулики-сороки. Эндемик Новой Зеландии.

## Описание

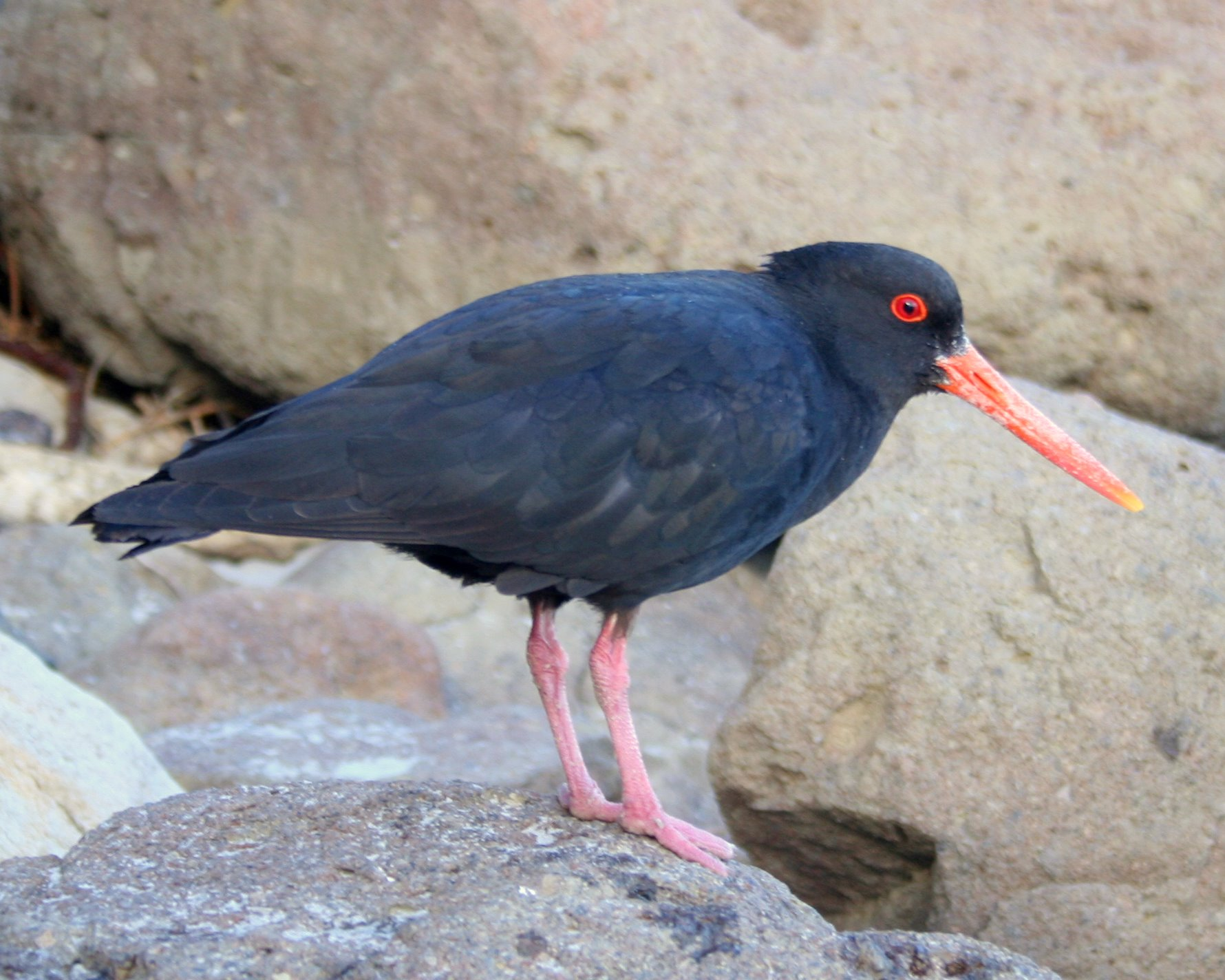
Чёрная вариация окраски

Haematopus unicolor несколько крупнее других представителей своего рода. Длина тела 47—49 см. Самки несколько крупнее самцов, весят до 720 грамм, самцы — до 670 грамм. Характерен полиморфизм — окраска изменчива, нижняя сторона тела может быть чёрно-белой, серой, или полностью чёрной. Клюв ярко-красный. Ноги розовые. Окологлазное кольцо от оранжевого до красного цвета. Отличается от второго новозеландского вида Haematopus finschi отсутствием спереди белой перевязи на крыле.
Максимальная продолжительность жизни — до 27 лет.

## Образ жизни
Обитает на песчаных, каменистых и илистых пляжах. Питается беспозвоночными, моллюсками, крабами и червями.
Во время зимовок он сбивается в стаи с другими птицами.

## Размножение
Гнездятся среди скал или на берегу. Обычно в кладке 2-3 яйца, редко — до 5. Окраска яиц с маленькими коричневыми участками на всем протяжении. Высиживание 25 — 32 дня. Птенцы покидают гнездо через 6 недель.